# Anadasmos
L'anadasmos (ou gês anadasmos : redistribution de la terre) était, en Grèce antique, une réforme qui consistait à partager les terres entre les paysans, de manière à abolir la domination des grands propriétaires. 

## Histoire
Si le terme d'anadasmos est utilisé durant toute la Grèce antique, sa connotation semble avoir évolué avec le temps. Les plus lointains commentaires dont nous ayons gardé la trace au sujet des distributions archaïques établissent un lien direct entre tyrannie et distribution. Il semblerait que le législateur Solon ait associé tyrannie et redistribution des terres, et soit donc passé par des manipulations des propriétés pour aboutir à une consolidation de la petite propriété. Aristodème de Cumes a probablement procédé à une distribution à la fin du VIe siècle av. J.-C.. L'un des premiers à l'avoir pratiquée était Clisthène de Sicyone, au VIe siècle av. J.-C., en -507 environ.
Alain Bresson remarque que les sources de l'Antiquité grecque tendent à montrer que la perspective d'un anadasmos, « nouveau partage remettant en cause l'ordre établi, était le spectre qui hantait les grands propriétaires ». Il était revendiqué par les populations lors de désordres sociaux ou de troubles révolutionnaires. Dans plusieurs cités, une loi interdisant l'anadasmos et rendant sa simple proposition passible de la peine de mort est votée.
Des témoignages montrent toutefois que des anadasmoi ont eu lieu dans certaines cités grecques, notamment lors de révolutions ou de prises de contrôle par une puissance colonisatrice. Dans sa Politique, Aristote fait référence à un poème de Tyrtée qui fait mention de la volonté d'un anadasmos de la part de la population de Sparte,.
Plus de trois siècles plus tard, les Gracques proposent à leur tour un anadasmos pour mettre fin à l'accaparament de l'ager publicus par les plus riches.
On peut le comparer avec ce que Lénine promet aux paysans russes dans ses thèses d'avril, parues dans la Pravda en 1917.